# Малобелковский сельский совет (Лановецкий район)
Малобелковский сельский совет (укр. Малобілківська сільська рада) — входит в состав
Лановецкого района
Тернопольской области
Украины.
Административный центр сельского совета находится в 
с. Малая Белка.

## Населённые пункты совета
- с. Малая Белка
- с. Великая Белка
- с. Мартышковцы